# Víctor Alba
Víctor Alba, pseudónimo de Pere Pagès i Elies (Barcelona, 19 de enero de 1916 - San Pedro de Ribas, 10 de marzo de 2003) fue un político comunista antiestalinista, periodista, escritor y profesor universitario español. Fue sobrino de Feliu Elias y tío de Georgina Regàs, Xavier Regàs i Pagès, Oriol Regàs y Rosa Regàs.

## Biografía
Comenzó a estudiar Derecho en la Universidad de Barcelona. Se inició muy joven en el periodismo político. Afiliado el Bloque Obrero y Campesino (BOC), terminó en el Partido Obrero de Unificación Marxista (POUM) cuando el BOC confluyó en este. Durante la guerra civil española, Víctor Alba fue el director de La Batalla, el órgano de expresión del POUM. Durante la guerra conoció a George Orwell. Tras las Jornadas de mayo de 1937, en las que participó, atrincherado en el teatro Poliorama, fue arrestado junto con el resto de la dirección del partido pero finalmente absuelto. Tras el fin de la guerra fue encarcelado por los franquistas durante seis años, primero en Alicante y, tras nueve meses en libertad, en la cárcel Modelo de Barcelona. Fue durante su estancia en la cárcel que escribió una novela protagonizada por un tal "Víctor Alba", que fue el pseudónimo que adoptó a partir de entonces.
Tras salir de prisión, se exilió en Francia, donde colaboró con Albert Camus en la revista Combat y en la traducción del Canto espiritual de Joan Maragall al francés. En 1947 continuó su exilio en México, donde colaboró en diversas publicaciones. Allí comenzó una prolífica producción literaria, en español, francés, catalán e inglés. En México fue director del Centro de Estudios y Documentación Sociales. Residió también en Estados Unidos, a donde se trasladó en 1957, donde trabajó en distintos organismos internacionales y como profesor de Ciencia política, primero en la Universidad de Kansas y luego en la Kent State University en Ohio. En la década de 1950 abandonó el POUM.
A partir de 1968, retornó periódicamente a Cataluña, estableciéndose en España definitivamente en 1970, si bien siguió dando clases en la Kent State University hasta su jubilación en 1974. Su retorno fue complicado puesto que el Partido Socialista Unificado de Cataluña (PSUC), dominante entre la oposición antifranquista en esa región, le acusó sin pruebas de ser agente de la CIA.

## Obras
Autor de más de cien obras, en varios idiomas, y de varios géneros (libros de historia política, novelas, ensayos...):
- Els supervivents. Ed. Catalonia. México, DF, 1950. Novela sobre la Barcelona de posguerra. Reeditada en Barcelona, 1996.
- Historia del comunismo en América Latina. Ed. Occidentales. México DF, 1953.
- Politics and the Labor Movement in Latin America. Stanford University Press, 1968.[3]
- The Latin Americans. Praeger, Nueva York, 1969
- Retorn a Catalunya. Portic, Barcelona, 1970.
- Catalunya sense cap ni peus. Portic, Barcelona, 1971.
- Homo sapiens catalanibus. Portic, Barcelona, 1974
- USA, centre de la revolució mundial. Portic, Barcelona, 1974.
- Catalonia. A Profile. Praeger, Nueva York, 1975
- El pájaro africano. Planeta, Barcelona, 1975. Novela finalista del Premio Planeta de 1975.
- El marxisme a Catalunya. 1919-1939. I-Historia del BOC. II-Historia del POUM. III-Andreu Nin. IV-Joaquim Maurín, Pòrtic, Barcelona, 1974-1975.
- 1936-1976. Historia de la II República Española. Planeta, Barcelona, 1976. Ucronía sobre una España donde no ocurrió el Golpe de Estado de julio de 1936 y, por tanto, tampoco la Guerra Civil.
- Els problemes del moviment obrer de Catalunya. Portic, Barcelona, 1976.
- El Frente Popular. Planeta, Barcelona, 1976.
- Los Sepultureros de la República. Planeta, Barcelona, 1977
- La alianza obrera. Júcar, 1978.
- Historia de la resistencia antifranquista, 1939-1955. Planeta, Barcelona, 1978.
- El Partido comunista en España, 1978. Finalista del Premio Espejo de España.
- Todos somos herederos de Franco. Planeta, Barcelona, 1979.
- Los conservadores en España. Planeta, Barcelona, 1981.
- Sísif i el seu temps. I Costa avall. Laertes, Barcelona, 1990
- Sísif i el seu temps. II Costa amunt. Laertes, Barcelona, 1990.
- ¿Ocio o placer?: suicidio de la burguesía y agonía del proletariado. Madrid : Ed.Planeta, 1991.[4]
- Historia social de la vejez. Laertes, Barcelona, 1992
- Ciudades sin inaugurar. Laertes, Barcelona, 1993
- Sísifo y su tiempo. Laertes. Barcelona, 1996. Memorias.
- Los colectivizadores. Laertes. Barcelona 2001. Ensayo e Historia